# Рабби Акива
Ра́бби Акива́ (ивр. עֲקִיבָא‎, Акиба бен Йосеф; около 17, по другим данным, около 40—50 годов — 135 год н. э.) — иудейский богослов, законоучитель эпохи Мишны, один из значительных таннаев, один из основоположников раввинистического иудаизма и систематизации Устной Торы, его называли «отцом Мишны».

## Биография
Бедный и незнатного происхождения, Акива был, по преданию, потомок гоя, перешедшего в иудаизм (гера). Его отец Йосеф, праведный гер, происходил из потомков ханаанского полководца Сисары, воевавшего против Израиля во времена пророчицы Деворы (Рав Нисим Гаон, Брахот 27б; Рамбам).
В книгах каббалы указывается, что рабби Акива был воплощением души праотца Яакова — и как Яаков пас стада своего будущего тестя Лавана, так и рабби Акива пас стада своего будущего тестя Калба Савуа (Седер адорот).
До 40 лет он служил у богача Калба Савуа и не только не изучал Тору, но и не умел читать (Авот дэраби Натан 6:2). В то время он даже ненавидел знатоков Торы (ИТ, Назир 7:1). Дочь хозяина, Рахель, заметив в нём хорошие душевные качества, захотела стать его женой. Но когда Акива полюбил Рахель, та поставила условие: они смогут пожениться только в том случае, если он сам станет учить Тору (Ктубот 62б). Отец слышать не хотел о выборе своей дочери, но, несмотря на это, брак состоялся. Калба-Савуа выгнал из дома дочь и её мужа и лишил их наследства. Акива и Рахель жили в глубокой нищете. Для того, чтобы прокормить семью, Акива собирал хворост и часть его продавал. По настоянию жены, чтобы изучить Тору, Акива в возрасте 40 лет пошёл вместе со своим сыном в Хедер и начал учиться читать. Все свои силы он отдавал учёбе и вскоре превзошёл всех учителей. Заручившись разрешением Рахели, рабби Акива на 24 года покинул семью и ушёл в Лод учиться в иешиву к рабби Элиэзеру и рабби Иехошуа.
Он начал с изучения алфавита. В Авот дэраби Натан (6:2) рассказывается, что Акива обратил внимание на сквозное отверстие, пробитое в скале водой, ниспадающей по капле с обрыва, — и он сделал вывод: можно изменить судьбу упорным, каждодневным трудом.
За годы учёбы рабби Акива достиг высшей степени раввинской учёности. Когда он в сопровождении множества учеников вернулся домой, тесть восстановил свою дочь и знаменитого зятя в наследстве.
В дальнейшем Рабби Акива стал главой йешивы в Бней-Браке, в центральной части Иудеи. Слава о нём обошла всю землю и к нему стали стекаться ученики, число которых доходило до 24 тысяч. Почти все его ученики погибли во время эпидемии. Позднее рабби Акива приблизил к себе нескольких учеников. Среди них были рабби Меир, рабби Шимон бар Иохай и другие мудрецы, на основании мнений которых впоследствии была записана Мишна.
Рабби Акива назван в числе четырёх мудрецов, вошедших в Пардес.
Рабби Акива был одним из руководителей Синедриона в Явне и знал 70 языков.
Рабби Акива первый сделал попытку к составлению свода Мишны. Впоследствии, окончательная редакция этого свода была сделана рабби Иегудой ха-Наси.
Несмотря на преклонный возраст, Рабби Акива принимал активное участие в восстании Бар-Кохбы против императора Адриана, объявив Бар-Кохбу царём-мессией. Акива совершал дальние путешествия к еврейским колониям вне Иудеи, очевидно, собирая деньги и вербуя воинов для восстания. По подавлении восстания и взятии крепости Бейтар (в 135 году н. э.) рабби Акива был казнён римлянами мучительной смертью (крюками содрана кожа) на сцене амфитеатра в Кесарии, по ряду сказаний — на 120 году от роду. Похоронен в Тиверии (современная Тверия) на берегу озера Кинерет.

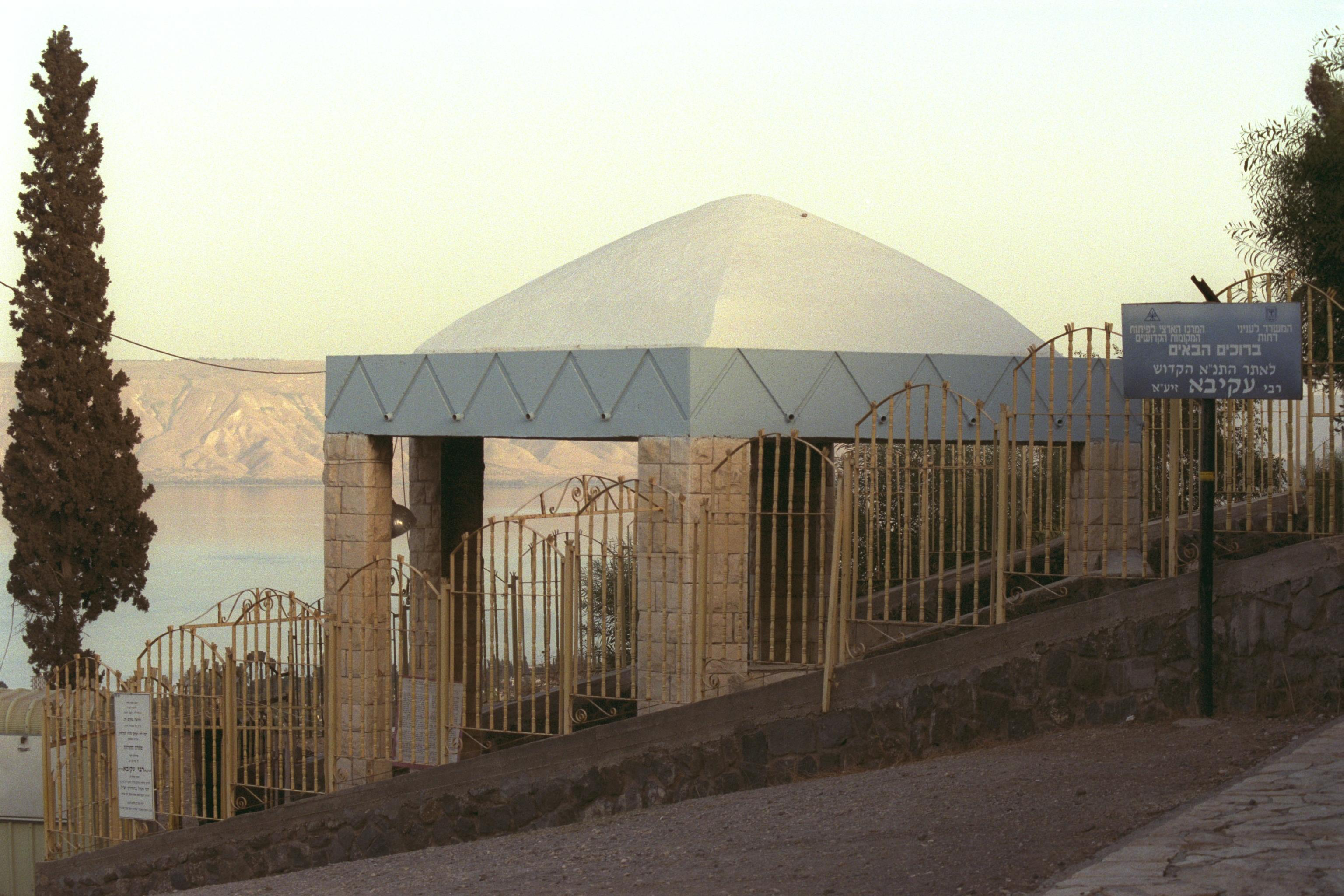
Могила Рабби Акивы в Тиверии

В Иерусалимском талмуде (Брахот 9:7, 14б) так описываются последние часы жизни Рабби Акива:
Рабби Акива предстал перед судом Тунус Труфусом, злодеем. Настало время чтения Шма. Начал читать Шма и засмеялся. Сказал ему старец: глух ты или не ощущаешь страданий (дословно: топчешь страдания ногой מבעט ביסורין)?
Ответил ему:
Отлетит душа этого человека [проклятие]. Не глух я и ощущаю страдания. Но все дни читал я этот стих, печалился и говорил: «Когда [доведётся мне] исполнить три [вещи] — „Люби Господа, Бога твоего, всем сердцем твоим, всей душой твоей, всем достоянием твоим“? Молился я всем сердцем моим, и молился всем достоянием своим и всей душой моей, и не мог быть уверенным в этом. А сейчас, когда пришёл час осуществить всей душою моей, и наступило время чтения Шма, не направлю ли я всё сознание своё (на это). Вот поэтому я читаю и смеюсь.» Он ещё не успел договорить — отлетела душа его.

## Мировоззрение
В трактате Авот приведено его изречение, отражающее исключительно сложную корреляцию между Божественным Провидением и полной свободой выбора, предоставленной человеку. «Всё предопределено, — учил рабби Акива, — но дано право выбора… Всё даётся под залог, и на всех живых уже наброшена сеть; лавка открыта, и Хозяин отпускает в долг; долговая книга открыта, и рука пишет; и всякий, кто желает взять взаймы, приходит и берёт. Но изо дня в день сборщики обходят каждого человека и взимают с него долги — как с ведома человека, так и без его ведома …» (Авот 3:15—16). Комментаторы поясняют смысл аллегории: «лавка» — это мир со всеми его соблазнами и возможностями (Раши), «сборщики долгов» — наказания за нечестивые дела (Рамбам), «сеть» — смерть, от которой не сумеет скрыться ни один из живущих (Раши).
Раби Акива также говорил (Авот 3:13): «Традиция — ограда Торы» (то есть устная традиция ограждает от неверного понимания письменной Торы — Раши).

## Последние дни
Осознав, что самоотверженность евреев опирается на их веру, римский император Адриан издал декрет, запрещающий под страхом смерти изучение Торы и соблюдение её заповедей. Тем не менее, рабби Акива по-прежнему «собирал множество людей, сидел и изучал с ними Тору» (Брахот 61б).
Вскоре после падения Бейтара рабби Акива был заключён в тюрьму, а 10 тишрей, в Йом кипур, римляне подвергли его мучительной казни.
В Талмуде рассказывается, что он умер, произнося слова Торы: «Слушай, Израиль! Господь — Бог наш, Господь — един!», — «и вышла его душа на слове „един“» (Брахот там же).
Талмуд свидетельствует, что в день его гибели родился рабби Йеуда Анаси, глава мудрецов следующего поколения и кодификатор Мишны (Кидушин 72б; Седер адорот).
Могила рабби Акивы находится возле Тверии.
Считается, что рабби Акива — единственный из мудрецов Талмуда, который осознано отдал свою жизнь и был казнён ради Народа Израэля и учения Торы.

## Пять учеников
В конце жизни, после того, как все его прежние ученики погибли во время эпидемии, рабби Акива приблизил к себе нескольких молодых мудрецов, ставших впоследствии лидерами своего поколения. Среди них были рабби Меир, рабби Нехемия, рабби Йегуда бар Илай и рабби Шимон бар Йохай.
На основе устной традиции, переданной через этих учеников рабби Акивы, впоследствии были записаны Мишна, Тосефта (сборник законов, не включённых в Мишну, который был составлен учениками Раби Йеуды Анаси) и алахические мидраши на Тору. В талмудическом трактате Санхедрин (86а) разъясняется: «Мишна основывается на мнении рабби Меира, Тосефта — на мнении рабби Нехемьи, мидраш Сифра — на мнении рабби Йеуды, мидраш Сифри — на мнении рабби Шимона, но все они опирались на то, чему научились у рабби Акивы».

## Рабби Акива в художественной литературе
- Рабби Акива является основным персонажем в книге д-ра Меира Лемана «Акива — исторический рассказ»[8].
- Книга Герцеля Давыдова «Акива и Рахель. История великой любви» основана на истории высокой любви рабби Акивы и Рахель, описанной в Талмуде. (сайт книги. Архивировано из оригинала 22 августа 2016 года.)
- Рабби Акива является одним из основных персонажей в исторической пьесе Леонида Мациха «Скачущий на льве»[9].
- Вероятно, рабби Акива (Акиба) упомянут в произведении А. Н. Радищева «Путешествие из Петербурга в Москву»:

Вещал Акиба: вошед по стезе Равви Иозуа в сокровенное место, я познал тройственное. Познал 1-е: не на восток и не на запад, но на север и юг обращатися довлеет. Познал 2-е: не на ногах стоящему, но восседая надлежит испражняться. Познал 3-е: не десницею, но шуйцею отирать надлежит задняя. На сие возразил Бен Газас: дотоле обесстудил еси чело свое на учителя, да извергающего присматривал! Ответствовал он: сии суть таинства закона; и нужно было, да сотворю сотворенное и их познаю.
— А. Н. Радищев. Путешествие из Петербурга в Москву